# Palača Sponza
Palača Sponza ili Divona je gotičko-renesansna palača u Dubrovniku.

## Povijest
Građena je od 1516. do 1521. godine. Gradili su je dubrovački majstor Paskoje Miličević i braća Andrijić s Korčule, od 1516. do 1520. godine.
Za vrijeme Dubrovačke Republike, imala je razne funkcije. Bila je carinarnica, državna blagajna, banka, kovnica novca, škola i riznica. Palača je prvobitno bila namijenjena za carinarnicu u kojoj se carinila trgovačka roba što su je trgovci donosili iz svih krajeva svijeta. Atrij palače s arkadama, bilo je najživlje trgovačko središte i sastajalište poslovnih ljudi Republike. U jednom je krilu bila državna kovnica novca koju je Republika osnovala 1377. godine, i koja je u ovoj palači neprekidno djelovala sve do pada Republike. Vrlo brzo, već potkraj 16. stoljeća, Divona postaje i kulturno središte Republike kada je u njoj osnovana prva književna institucija u Dubrovniku – "Akademija složnih" u kojoj su se okupljali najobrazovaniji građani Dubrovnika i tu su raspravljali o književnosti, umjetnosti i svim znanstvenim dostignućima svoga vremena. U njoj je organizirana i prva škola u Dubrovniku.
Francuski kipar Bertrandus Gallicus izradio je medaljon u reljefu, na kojem je monogram Isusa u pratnji dva anđela. Skladišni odjeli nazvani su po svecima. Na nadsvođenom prolazu atrija piše na latinskom jeziku: Fallere nostra venant et falli pondera; meque pondero cum merces ponderat ipse deus. (Nama je zabranjeno varati i krivo mjeriti; i kad važem robu; sa mnom je važe sam Bog).
Godine 1921. potpisan je ugovor između Ministarstva vojske i dubrovačke općine o izmjeni zgrada, pa je nakon punih stotinu godina palača vraćena u ruke lokalne zajednice i proglašena za spomenik kulture, ponajviše zalaganjem „Nadleštva umjetnosti i spomenike” u Dubrovniku odnosno njegovog glavnog konzervatora umjetničko-povijesnih spomenika, Marka Murata.
Danas je u palači smješten Državni arhiv u Dubrovniku, koji čuva povijesnu građu Dubrovačke Republike s materijalima najstarije povijesti Dubrovnika i njegova područja od proteklih stoljeća do najnovijeg vremena. A i palača sama postala je na svoj način jedna od dragocjenijih dokumenata tog arhiva. Neoštećena u potresu, postojano je dočekala i naše vrijeme.
Na trgu pred Sponzom svake se godine svečano otvara Dubrovačke ljetne igre. S terase iznad trijema ispred Sponze glumci odjeveni u kostime kneza i dubrovačke vlastele evociraju davna vremena kulturnih manifestacija i slobode Dubrovačke Republike.
Danas se u palači Sponzi nalazi Spomen soba poginulim hrvatskim dubrovačkim braniteljima.

## Galerija
- Bočni pogled na palaču
- Umjetnička instalacija u atriju

## Poveznice
- Knežev dvor – nekada sjedište vlade i kneza Dubrovačke Republike, danas je Kulturno-povijesni muzej.